# Combretum bracteosum
Combretum bracteosum là một loài thực vật có hoa trong họ Trâm bầu. Loài này được (Hochst.) Engl. & Diels mô tả khoa học đầu tiên năm 1899.